# Robert Anjema

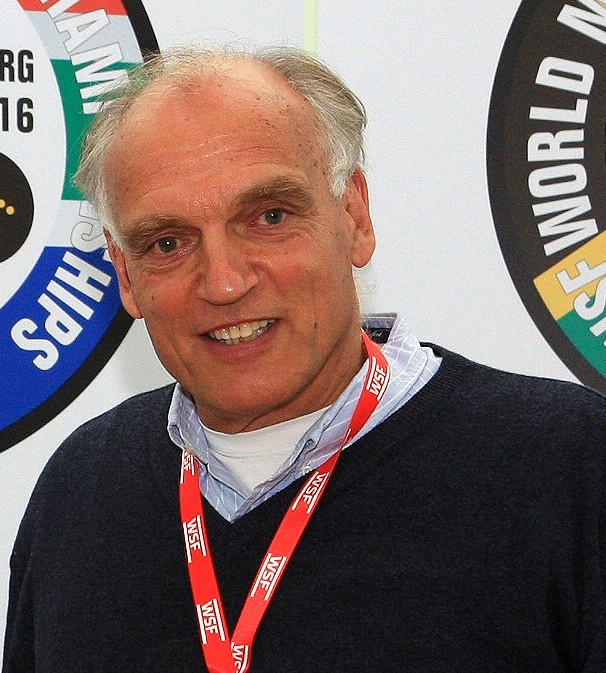
Robert Anjema in 2016

Robert Jan Anjema (7 juni 1951) is een Nederlands squashspeler.

## Biografie
Anjema was twaalf jaar Nederlands kampioen squash, van 1970 tot 1978 en van 1980 tot 1983.
Zijn zoon Laurens Jan Anjema was ook een succesvol sqashspeler. Na zijn topsportloopbaan bleef hij op veteranenniveau actief en werd tijdens de WK masters in Zuid Afrika in 2016 derde in categorie 65+; tijdens de WK masters in USA in 2018 werd hij vierde in de categorie 65+ en in 2022 in Polen veroverde hij ook het brons in de categorie 70+. Anjema schreef twee boeken over de sport, Squash Cursus&  Beter Squash